# Office of Science
O Escritório de Ciência é um componente do Departamento de Energia dos EUA (DOE). O Escritório de Ciência é a principal agência federal apoiar a investigação científica fundamental para a energia e maior defensor da nação da investigação básica nas ciências físicas. O portfólio do Escritório de Ciência tem dois eixos principais: o apoio direto da investigação científica e apoio directo ao desenvolvimento, construção e operação de, de livre acesso às facilidades científicos originais que são disponibilizados para uso por pesquisadores externos.
O Escritório de Ciência gere este portfólio de pesquisa através de seis escritórios de programas científicos interdisciplinares: Avançado Scientific Computing Research, ciências básicas da energia, Investigação Biológica e Ambiental, Fusion Energy Sciences, física de altas energias e física nuclear. O Escritório de Ciência também tem responsabilidade por 10 dos 17 Laboratórios Nacionais do Departamento de Energia dos Estados Unidos.
O escritório é o predominante patrocinador do governo federal  dos EUA para a investigação nas ciências físicas, incluindo a física, química, ciência da computação, matemática aplicada, ciência dos materiais, nanociência e engenharia, bem como biologia de sistemas e ciências ambientais. O Escritório de Ciência faz uso extensivo de revisão por pares e comitês federais para desenvolver orientações gerais para investimentos em pesquisa, identificar as prioridades e determinar as melhores propostas científicas para sustentar.
O 10 Escritórios de laboratórios nacionais de ciência são: Ames Laboratory, Argonne National Laboratory, Laboratório Nacional de Brookhaven, Fermi National Accelerator Laboratory, Laboratório Nacional Lawrence Berkeley, Oak Ridge National Laboratory, Pacific Northwest National Laboratory, Princeton Plasma Physics Laboratory, SLAC National Accelerator Laboratory, e o  Thomas Jefferson National Accelerator.

## Escritórios de programa
O Escritório de Ciência inclui seis escritórios interdisciplinares programa de ciência:Advanced Scientific Computing Research
- Advanced Scientific Computing Research
- Basic Energy Sciences
- Biological and Environmental Research
- Fusion Energy Sciences
- High Energy Physics
- Nuclear Physics.[1]

### Pesquisa Avançada de Computação Científica
The Office of Advanced Scientific Computing Research (ASCR) apoia a investigação e desenvolvimento em matemática aplicada, informática, e ambientes de rede integrados. Os programas que apoia representam a maior e mais ativo esforço de pesquisa em ciência da computação dentro do governo federal dos EUA. instalações de supercomputadores apoiados por ASCR incluem a Energy Research Scientific Computing Center Nacional (NERSC) no Laboratório Nacional Lawrence Berkeley, na Califórnia, e do Mecanismo de Liderança Computing em Oak Ridge National Laboratory, no Tennessee e Laboratório Nacional Argonne, em Illinois. A ASCR apoia a Energy Sciences Network (ESnet), que interliga mais de 30 sites de DOE em velocidades de até 20 gigabits por segundo.
ESnet é um sucessor a uma rede que o Escritório de Ciência criado em 1974 para conectar pesquisadores geograficamente dispersos através de uma única rede. Na década de 1980 o Escritório de Ciência colaborou com a DARPA, NSF e NASA para converter redes separadas das agências em uma única rede de comunicações integradas, que se tornou a base para a Internet comercial.